# 崔巨倫
崔 巨倫（さい きょりん、487年 - 530年）は、北魏の官僚・軍人。字は孝宗。本貫は博陵郡安平県。

## 経歴
崔逸（崔弁の長男）の子として生まれた。幼くして父を失い、成長すると経書や史書を渉猟して、文学や武芸の才があった。宣武帝に召されて郎となり、冀州鎮北府墨曹参軍・太尉記室参軍に任じられた。
526年（孝昌2年）、叔父の崔楷が殷州刺史となると、巨倫はその下で長史・北道別将となった。殷州は葛栄の乱のために陥落し、巨倫は葛栄の下で黄門侍郎となるよう求められた。巨倫は5月5日の夜間を期して、葛栄の帥を手ずから斬り、馬を奪って脱走した。洛陽に辿りつくと、持節・別将として河北の反乱の掃討を命じられた。まもなく国子博士に任じられた。
528年（建義元年）、孝荘帝が即位すると、巨倫は仮節・中堅将軍・東濮陽郡太守となり、征虜将軍・別将となった。多くの人々が河北の乱を避けて東濮陽郡に流入しており、食糧不足の年が続いていたが、巨倫は資産を投じて救恤につとめ、名声を高めた。529年（永安2年）、元顥が洛陽に入ったが、巨倫は東濮陽郡に拠ったまま従わなかった。孝荘帝が洛陽に帰還すると、巨倫は西兗州の事務を代行し、漁陽県開国男に封じられた。まもなく光禄大夫の位を受けた。530年（永安3年）、死去した。享年は44。
子の崔子武が後を嗣ぎ、東魏の武定年間に懐州衛軍府録事参軍となった。

## 伝記資料
- 『魏書』巻56 列伝第44
- 『北史』巻32 列伝第20